# Tècnica literària
Una tècnica literària és qualsevol mètode que utilitza un autor per explicar un missatge. Existeix una gran quantitat de tècniques, entre elles el soliloqui, el muntatge, el fluir de la consciència o el diàleg.

## Tècniques ordenades per tipus

### Referents a la trama
- Arma de Chéjov - Principi dramàtic que postula que cada element de la narració ha de ser imprescindible, o serà eliminat d'aquesta.
- Cliffhanger - El final de l'últim capítol o escena de l'obra es deixa en suspens de tal manera que l'audiència s'interessi per conèixer-ne el resultat a la següent entrega.

### Referents a la perspectiva narrativa
- Quarta paret - Al teatre les accions passen dins de tres parets; esquerra, dreta i fons. La quarta paret, figurativament parlant, és la que separa al públic del que passa a l'escena. Si en un moment donat un actor es dirigeix al públic, interactua amb els espectadors i/o en fa referència, es diu que s'està trencant la quarta paret.

### Referents a l'estil
- Al·legoria - Figura literària o tema artístic que pretén representar una idea emprant formes humanes, animals o objectes quotidians.
- Paròdia - Obra satírica que caracteritza o interpreta humorísticament una altra obra d'art, un autor o un tema, mitjançant l'emulació o al·lusió irònica.
- Pathos - Mode de persuasió de la retòrica que l'autor utilitza per inspirar llàstima envers un personatge.

### Referents al tema
- Simbolisme - Representació perceptible d'una idea, amb trets associats per una convenció socialment acceptada.

### Referents als personatges
- Antropomorfisme - Atribució de característiques i qualitats humanes a animals d'altres espècies, a objectes o a fenòmens naturals.

### Referents al gènere
- Bildungsroman - Relat centrat en l'evolució del protagonista o personatges principals mitjançant el viatge, les aventures o el pas del temps.
- Novel·la epistolar - Novel·la escrita en forma de carta (epístola) enviada o rebuda per un dels personatges.

## Altres tècniques
El soliloqui és una tècnica narrativa contemporània que busca mitjançant un parlant l'expressió d'una idea fonamentada, sense cap diàleg o rèplica.
El fluir de la consciència és una tècnica a la qual un parlant actua com un ens narrador i al mateix temps receptor del propi missatge.
El muntatge es basa en dividir escenes en fragments "small and slow" que indiquen una petita i lenta panoràmica del que succeeix en l'obra.